# Устье (Хохольский район)
Устье — село в Хохольском районе Воронежской области России. Входит в состав Петинского сельского поселения.

## География
Село расположено на правом берегу реки Дон. В «Писцовой книге» отмечено «село Устья, а Песковатская поляна тож, на озерке, на заморной воде».
Застройка села имеет компактную форму, расположена на береговой террасе, на 50-метровой высоте над рекой Дон; улицы тянутся параллельно реке. С запада от села, в вершине берегового оврага, расположен небольшой дубовый лесной массив.

### Улицы
| - ул. 1 Мая - ул. 8 Марта - ул. Желудевая - ул. Зеленая - ул. Каштановая - ул. Кленовая - ул. Ленина - ул. Лесная | - ул. Набережная - ул. Новая - ул. Октябрьская - ул. Придонская - ул. Рабочая - ул. Советская - ул. Студенческая - ул. Южная | - пер. Донской - пер. Юбилейный |

## История
Основано в 1620-е годы. В конце XVII века в документах встречаются два села с названием Устье — Старое и Новое.
В 1686 году в селе Устье построена первая деревянная Богословская церковь. В 1735 году церковь была заменена на новую, а в 1875 году в селе была выстроена каменная Богословская церковь (не сохранилась).
В 1859 году численность населения Устья составляла 1030 человек, проживавших в 88 дворах. По описям 1900 года село Устье делилось на несколько частей: Устье 1-го и 2-го общества (бывшие части Чертковых, Ивановых, В. В. и А. И. Сороки) с населением 708 человек, проживавших в 131 дворе. Здесь были церковь, школа, общественное здание, 3 ветряные мельницы, 2 кузницы, 2 лавки. Четвёртая и пятая части носили наименования Устье Богословского общества и Устье-Юнеевка, численность населения которых считалась с основной частью села.
В 1900 году при селе значатся усадьбы: Николая Павловича и Михаила Павловича Дмитриевых с населением по 2 человека в каждой; Евгении Александровны Зацепиной с водяной мельницей и населением 11 человек; П. П. Олсуфьева с населением 5 человек. При селе Устье был также конный завод Е. К. Лихачева на 23 лошади-производителя. В селе была усадьба крупного землевладельца Воронежской губернии ротмистра Я. Г. Бек-Мармарчева. При усадьбе действовал конный завод на 30 лошадей-производителей. В 1915 году в имении Я. Г. Бек-Мармарчева работал будущий известный писатель Андрей Платонович Платонов.
В 1925 году в селе проживало 768 человек. Генеральные планы для села Устье разрабатывались в 1968, 1984 и 1991 годах институтами ЦЧО Гипросельхозстрой, Воронежгражданпроект и Союзгипролесхоз.

## Население
| 1859 | 1897 | 2010  |
| ---- | ---- | ----- |
| 1030 | ↘508 | ↗1104 |

В 2008 году численность населения села Устье составляла 1041 человек.

### Известные люди
В селе родился Михин, Михаил Николаевич (1925—2001) — Герой Советского Союза.